# فوهة إيودوكسوس

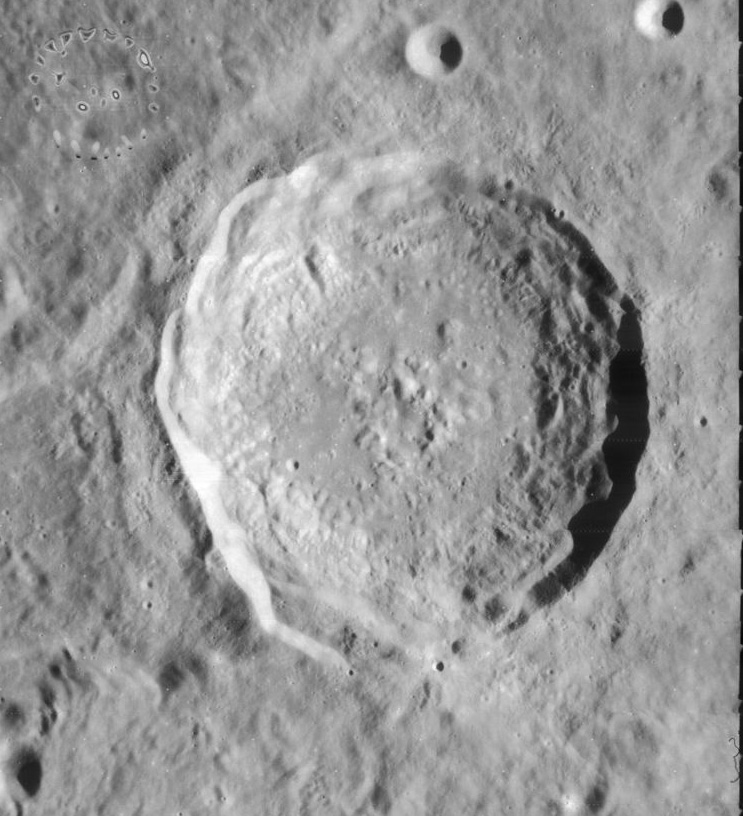
فوهة إيودوكسوس

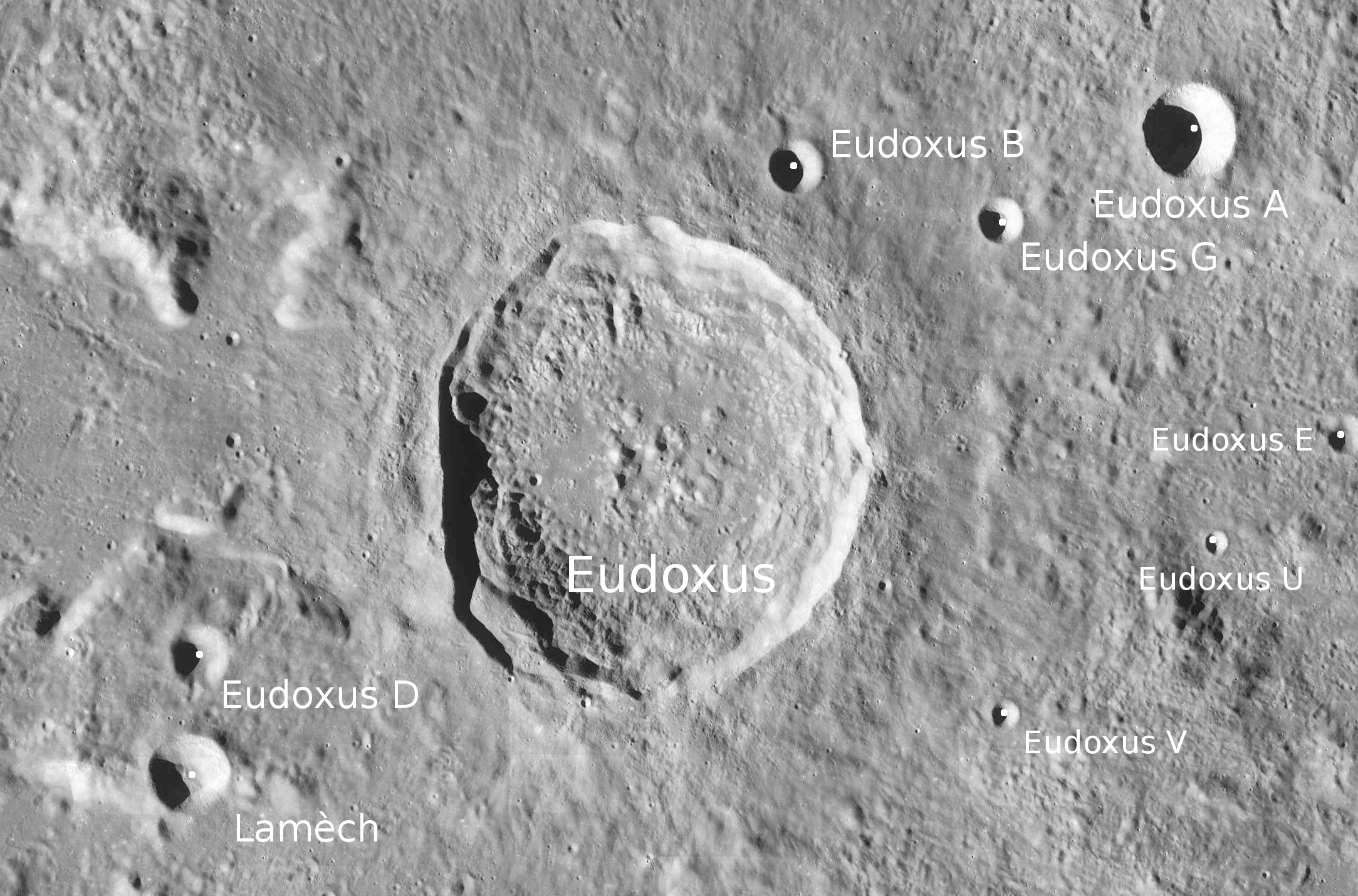
فوهات إيودوكسوس

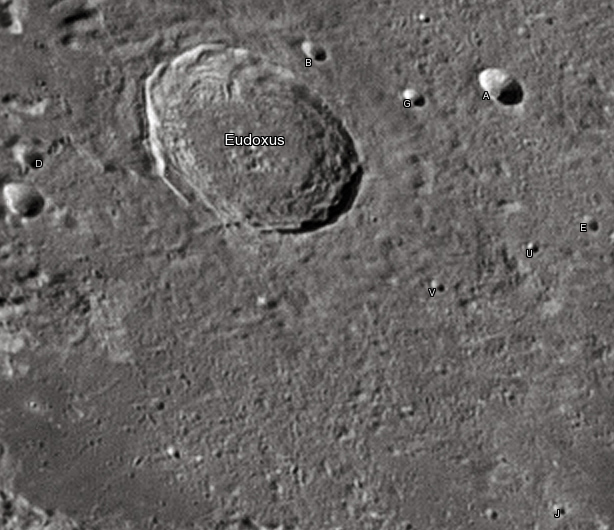
صورة لفوهة إيدووكسوس أخذت من مرصد جامعة هيرتفوردشاير عام 2012

فوهة إيودوكسوس (44.3°N 16.3°E) فوهة صدمية بارزة تقع شرق الجزء الشمالي من مجموعة مونتيس القوقازية. تم تسمية الفوهة على اسم عالم الفلك اليوناني إيودوكسوس من كنيدوس. تظهر الفوهة من على سطح الأرض بشكل بيضاوي نتيجة لانحراف الضوء، ولكنها في الحقيقة دائرية تقريبا. تقع الفوهة جنوب فوهة أرسطو في المنطقة الشمالية غير المرئية من سطح القمر. أما من ناحيه الجنوب فيحدها تكوين ألكسندر المدمر، تبعد فوهة لاميش حوالي 50 كيلومتر جنوب غرب أو أقل من قطر الحفرة.

## الوصف
يتميز الجدار الداخلي لحافة إيودوكسوس بوجود سلسله من المدرجات السليمه نسبيا من الداخل والباليه قليلا من الخارج. تفتقر الفوهة إلى وجود ذروة مركزية واحدة، بدلا من ذلك توجد بالفوهة مجموعة من التلال المنخفضة في منتصف الفوهة تقريبا. باقي سطح الفوهة مستوي نسبيا.
يوجد بالفوهة نظام إشعاعي، وبالتالي تم إعتبراها جزء من الفنرة الكوبرنيكية.
من الفوهة تظهر الأرض في السماء القمرية بزاوية 46 درجة فوق الأفق في الإتجاه الجنوبي. يبلغ قطر الفوهة ما يقرب من 60 كم، بينما يبلغ عمقها 3.4 كم وعلى زاوية 344° من شروق الشمس.

## فوهات القمر الصناعي
لرسم خريطة مماثلة لفوهات القمر يتم وضح حروف على كل جانب من جوانب الفوهة ومركزها لكل حرف منهم دلاله معينة.
| إيودوكسوس | خط طول  | خط عرض  | القطر |
| --------- | ------- | ------- | ----- |
| A         | 45.8° N | 20.0° E | 14 كم |
| B         | 45.6° N | 17.4° E | 8 كم  |
| D         | 43.3° N | 13.2° E | 10 كم |
| E         | 44.3° N | 21.1° E | 6 كم  |
| G         | 45.4° N | 18.8° E | 7 كم  |
| J         | 40.8° N | 20.2° E | 4 كم  |
| U         | 43.9° N | 20.3° E | 4 كم  |
| V         | 43.1° N | 18.9° E | 4 كم  |

## وصلات خارجية
- فوهات القمر
- جوله حول فوهات القمر -ناسا.